# 舍讷比耶
舍讷比耶（法語：Chenebier，法語發音：[ʃənbje]）是法国上索恩省的一个市镇，属于吕尔区。

## 地理
舍讷比耶（47°38'30"N, 6°43'7"E）面积9.05 平方千米，位于法国勃艮第-弗朗什-孔泰大區上索恩省，该省份为法国东部内陆省份，北起顺时针与孚日省、贝尔福地区省、杜省、汝拉省、科多尔省和上马恩省接壤。
与舍讷比耶接壤的市镇（或旧市镇、城区）包括：尚帕涅、弗拉耶和沙特比耶、沙热、吕兹、埃托邦、埃沙瓦讷。

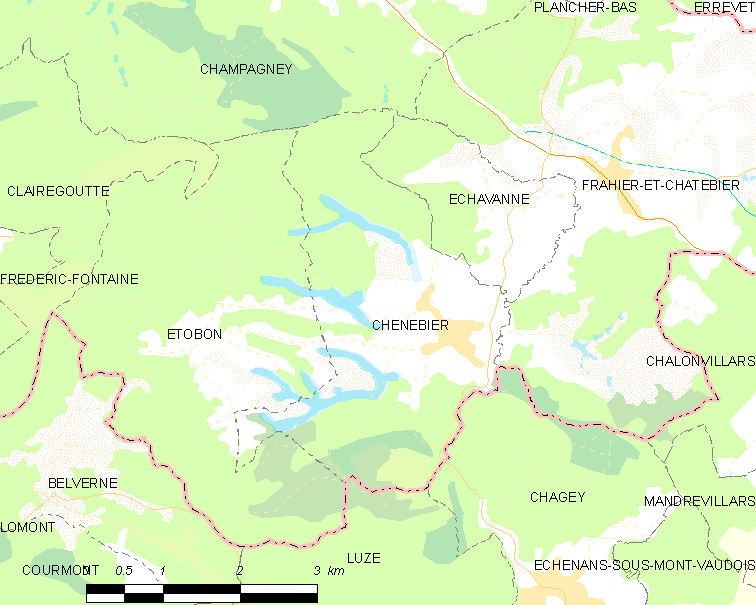
舍讷比耶的OSM定位图

舍讷比耶的时区为UTC+01:00、UTC+02:00（夏令时）。

## 行政
舍讷比耶的邮政编码为70400，INSEE市镇编码为70149。

## 政治
舍讷比耶所属的省级选区为埃里库尔第二县。

## 人口

1962-2008年间舍讷比耶人口变化图示

舍讷比耶于2022年1月1日时的人口数量为699人。